# Copa Santa Catarina de 2007
A Copa Santa Catarina de 2007 foi a nona edição desta competição futebolística organizada pela Federação Catarinense de Futebol. Foi disputada por cinco equipes entre os meses de outubro a novembro de 2007.
O título ficou com a equipe do Marcílio Dias, campeão invicto, após vencer o turno e o returno da competição. O Marinheiro garantiu a taça por antecipação, sem necessidade de disputar a final, uma vez que o regulamento previa que o título seria decidido entre os campeões de cada turno. 
O jogo do título foi disputado no dia 18 de novembro de 2007, no estádio Orlando Scarpelli, em Florianópolis, e terminou com a vitória do Marcílio Dias por 3 a 1 diante do Figueirense. Neste jogo, o time de Itajaí, treinado pelo técnico Mauro Ovelha atuou com Marcelo Vacaria; Arlan, Rogério Prateat, Alex e Fábio Júnior; Benson, Fabrício, Claudemir e Felipe Oliveira; Luiz Ricardo (Michel) e Dauri (Waldison).
Recopa Sul-Brasileira
A conquista da Copa Santa Catarina de 2007 deu ao Marcílio Dias uma vaga na Recopa Sul-Brasileira de 2007, competição que também foi vencida pelo Marinheiro.

## Participantes
| Equipe        | Cidade        | Estádio               | Capacidade | Títulos         |
| ------------- | ------------- | --------------------- | ---------- | --------------- |
| Avaí          | Florianópolis | Ressacada             | 17.800     | 1 (1995)        |
| Figueirense   | Florianópolis | Orlando Scarpelli     | 19.584     | 2 (1990 e 1996) |
| Chapecoense   | Chapecó       | Índio Condá           | 15.000     | 1 (2006)        |
| Joinville     | Joinville     | Arena Joinville       | 22.000     |                 |
| Marcílio Dias | Itajaí        | Gigantão das Avenidas | 6.010      |                 |

## Classificação

### Primeiro Turno
| Pos. | Equipes       | P | J | V | E | D | GP | GC | SG | Classificação       |
| ---- | ------------- | - | - | - | - | - | -- | -- | -- | ------------------- |
| 1    | Marcílio Dias | 8 | 4 | 2 | 2 | 0 | 8  | 3  | +5 | Campeão do 1º Turno |
| 2    | Joinville     | 7 | 4 | 2 | 1 | 1 | 5  | 4  | +1 |                     |
| 3    | Chapecoense   | 4 | 4 | 0 | 4 | 0 | 7  | 7  | 0  |                     |
| 4    | Avaí          | 3 | 4 | 0 | 3 | 1 | 7  | 9  | -2 |                     |
| 5    | Figueirense   | 2 | 4 | 0 | 2 | 2 | 3  | 7  | -4 |                     |

### Segundo Turno
| Pos. | Equipes       | P  | J | V | E | D | GP | GC | SG | Classificação       |
| ---- | ------------- | -- | - | - | - | - | -- | -- | -- | ------------------- |
| 1    | Marcílio Dias | 10 | 4 | 3 | 1 | 0 | 7  | 3  | +4 | Campeão do 2º Turno |
| 2    | Avaí          | 7  | 4 | 2 | 1 | 1 | 5  | 4  | +1 |                     |
| 3    | Joinville     | 5  | 4 | 1 | 2 | 1 | 4  | 4  | 0  |                     |
| 4    | Chapecoense   | 4  | 4 | 1 | 1 | 2 | 5  | 5  | 0  |                     |
| 5    | Figueirense   | 1  | 4 | 0 | 1 | 3 | 4  | 9  | -5 |                     |